# Baie de Hanauma

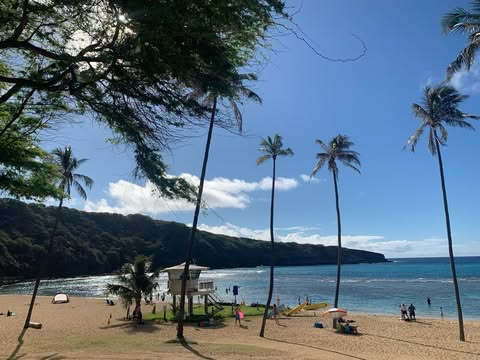
Vue de la plage d’Hanauma Bay

La baie de Hanauma (anglais : Hanauma Bay) est une baie d'Hawaï, aux États-Unis. Constituée par un ancien cône volcanique, elle est située sur Oahu dans l'archipel d'Hawaï.